# Mike Lake (homme politique)
Pour les articles homonymes, voir Mike Lake et Lake.
Michael « Mike » Stanley Lake, né le 4 juin 1969 à New Westminster (Colombie-Britannique), est un homme politique canadien, député à la Chambre des communes du Canada pour la circonscription albertaine d'Edmonton—Mill Woods—Beaumont depuis l'2006 sous la bannière du Parti conservateur.

## Biographie
Il est titulaire d'un baccalauréat en commerce de l'Université de l'Alberta. Après ses études, il a travaillé pour les Oilers d'Edmonton en tant que gérant des ventes. Il est marié et a deux enfants.

## Résultats électoraux
Modèle:Élection générale canadienne de 2025 — Edmonton—Wetaskiwin